# Parafia Wniebowzięcia Najświętszej Maryi Panny w Małastowie
Parafia Wniebowzięcia Najświętszej Maryi Panny w Małastowie – parafia rzymskokatolicka znajdująca się w diecezji rzeszowskiej w dekanacie gorlickim. 
Parafia została erygowana 29 grudnia 1951 roku przez biskupa Jana Stepę. Kościół parafialny jest dawną murowaną cerkwią greckokatolicką pw. św. Kosmy i Damiana, wybudowaną w roku 1805.
Do parafii należą wierni zamieszkali w miejscowościach: Małastów, Bartne, Bodaki, Pętna oraz Ropica Górna. Parafia ma trzy kościoły filialne (dawne drewniane cerkwie) w Bodakach pw. św. Dymitra, w Ropicy Górnej pw. św. Mich. Archanioła oraz w Pętnej pw. św. Paraskewy współużytkowany z parafią greckokatolicką.

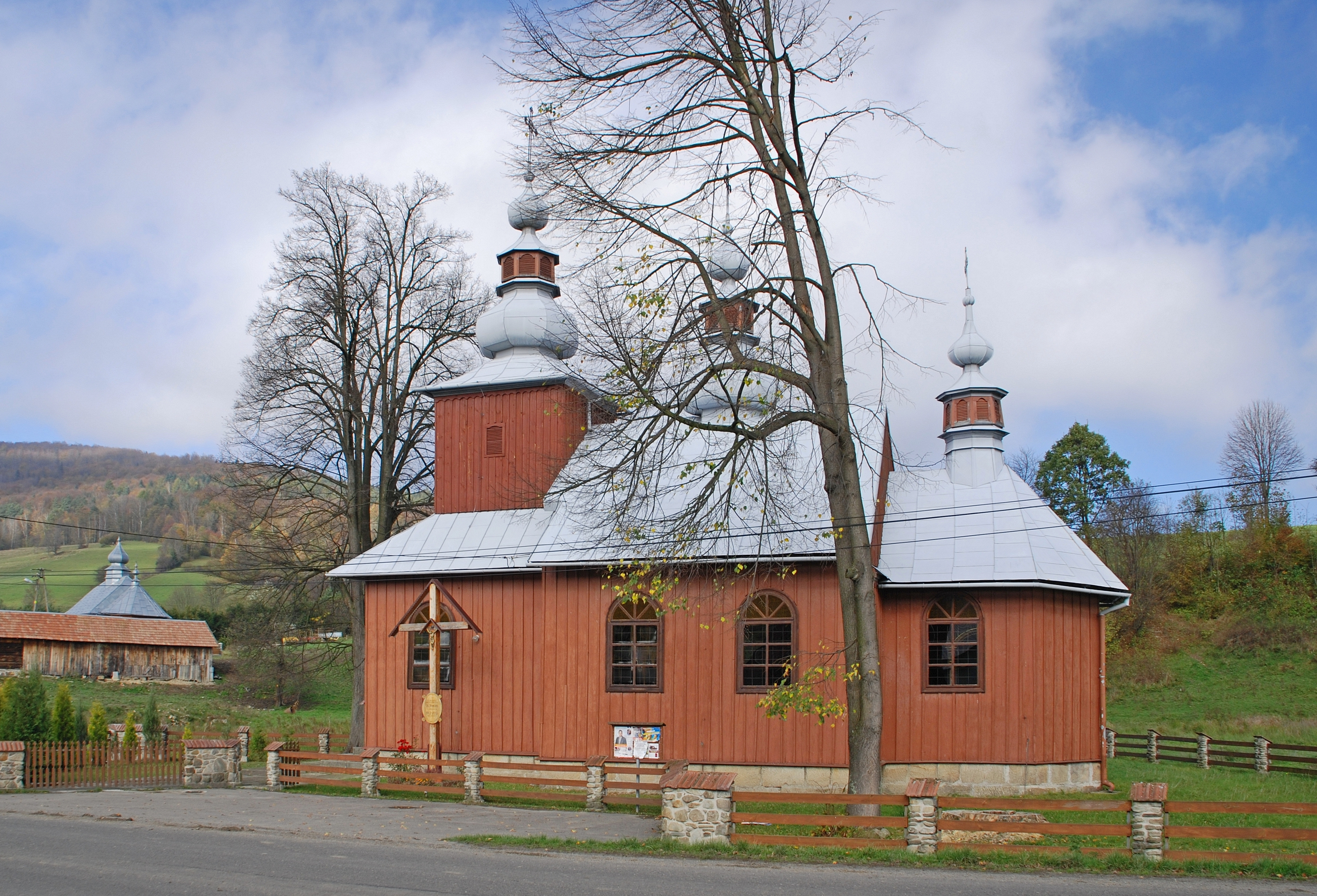
Kościół filialny w Bodakach
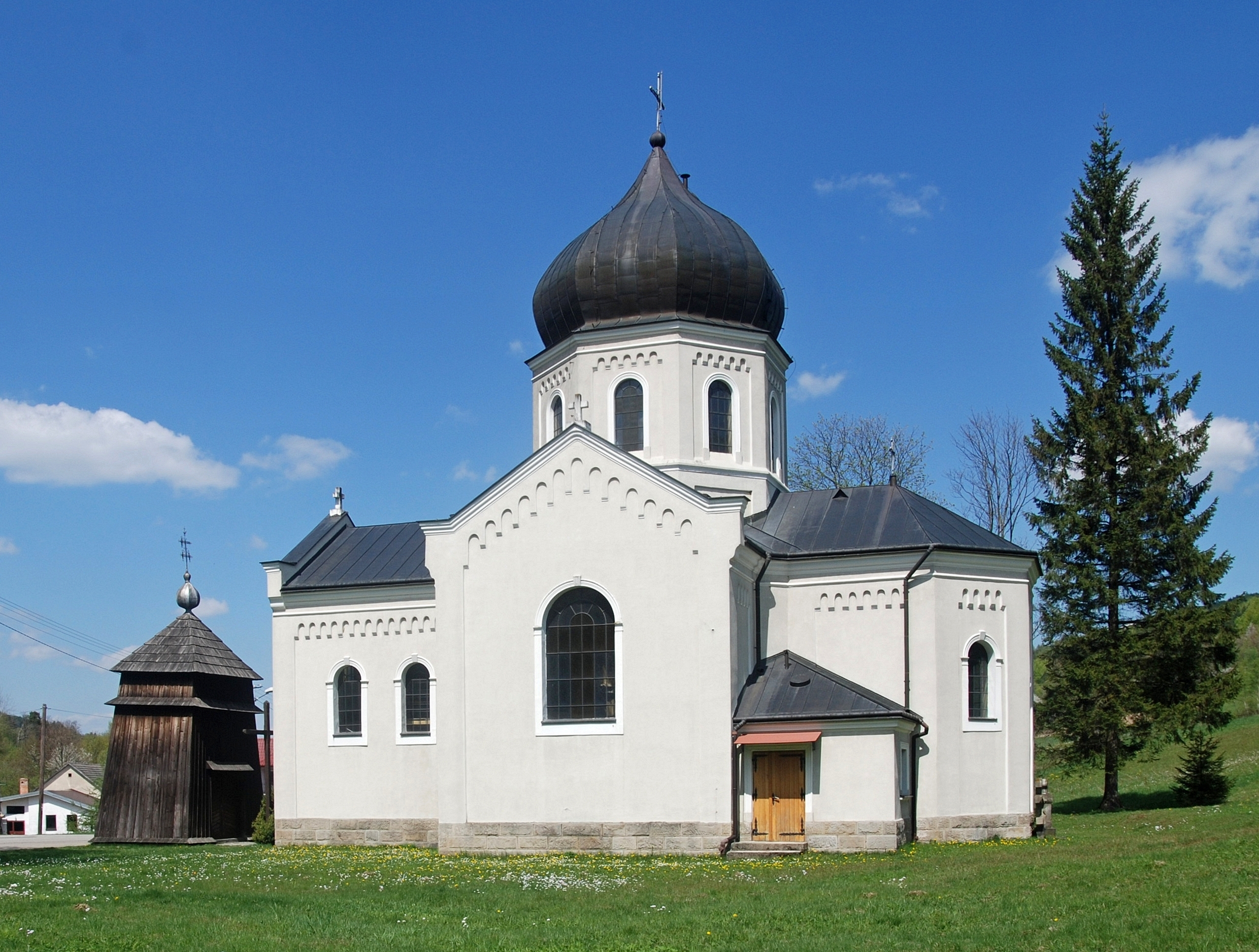
Kościół filialny w Pętnej
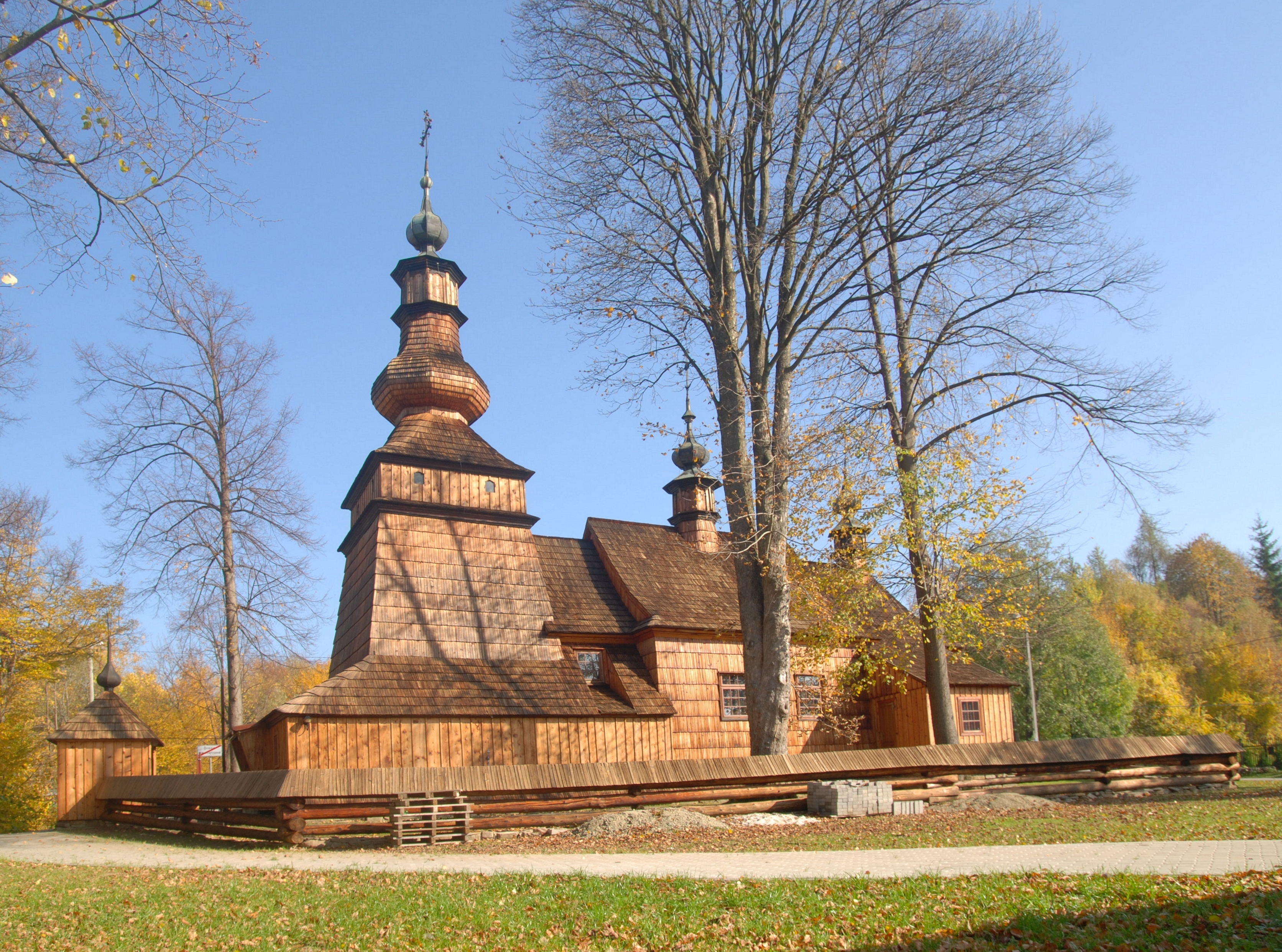
Kościół filialny w Ropicy Górnej